# Bolica armata
Bolica armata är en fjärilsart som beskrevs av Walker 1862. Bolica armata ingår i släktet Bolica och familjen nattflyn. Inga underarter finns listade i Catalogue of Life.